# جایزه بزرگ برزیل ۱۹۹۳
جایزه بزرگ برزیل ۱۹۹۳ (انگلیسی: ‎1993 Brazilian Grand Prix‎) یک مسابقهٔ موتوری در رشتهٔ اتومبیل‌رانی فرمول یک بود که در تاریخ ۲۸ مارس ۱۹۹۳ در پیست ژوزه کارلوس پیس واقع در سائو پائولو، برزیل برگزار شد. این گراند پری در میان ۱۶ گراند پری در فصل ۱۹۹۳، مسابقهٔ شمارهٔ ۲ بود.
در این مسابقه که در ۷۱ دور و به مسافت ۳۰۷٫۰۷۵ کیلومتر (۱۹۰٫۸۰۸ مایل) برگزار شد، پول پوزیشن توسط آلن پروست کسب شد و سریع‌ترین زمان برای طی یک دور پیست که برابر با ۱:۲۰٫۰۲۴ بود نیز توسط میشائیل شوماخر به ثبت رسید.
آیرتون سنا از تیم مک‌لارن-فورد، دیمون هیل از تیم ویلیامز-رنو و میشائیل شوماخر از تیم بنتون-فورد به‌ترتیب مقام‌های اول تا سوم مسابقه را کسب کردند.

## رده‌بندی قهرمانی پس از مسابقه
| جایگاه | راننده         | امتیاز |
| ------ | -------------- | ------ |
| ۱      | آیرتون سنا     | ۱۶     |
| ۲      | آلن پروست      | ۱۰     |
| ۳      | دیمون هیل      | ۶      |
| ۴      | مارک بلاندل    | ۶      |
| ۵      | میشائیل شوماخر | ۴      |
| منبع:  |                |        |

| جایگاه | سازنده      | امتیاز |
| ------ | ----------- | ------ |
| ۱      | ویلیامز-رنو | ۱۶     |
| ۲      | مک‌لارن-فورد | ۱۶     |
| ۳      | لیجیه-رنو   | ۶      |
| ۴      | بنتون-فورد  | ۴      |
| ۵      | لوتوس-فورد  | ۴      |
| منبع:  |             |        |

یادداشت
- تنها پنج جایگاه نخست از هر رده‌بندی نمایش داده شده‌است.